# Quaden

Kaart van het Romeinse Rijk in 125 onder Hadrianus, met het leefgebied van de Quaden in het noordelijk deel van de Karpaten

De Quaden (of Latijn Quadi) waren een nomadische Germaanse stam die in de eerste eeuwen na Christus op hun tochten door het huidige Zuid-Duitsland, West-Tsjechië en Oostenrijk trokken. Ze waren een onderdeel van het grotere losse stamverband van de Sueben waar ook de Marcomannen deel van uitmaakten. Samen met hen trokken ze een verwoestend spoor door de Balkan.

## Deelname aan Marcomannenoorlogen
Rond 150 slaagde de Romeinse keizer Antoninus Pius erin de Quaden aan zich te binden door een koning over hen te benoemen die loyaal aan Rome was. Die loyaliteit duurde niet lang. In 166 viel een coalitie van Quaden, Marcomannen en Sarmaten het Romeinse Rijk binnen. Deze oorlog - bekend als de Marcomannenoorlog - was zo'n serieuze bedreiging voor Rome dat keizer Marcus Aurelius zelf naar het front trok om zijn legers aan te voeren. De oorlog kwam tot een eind na de dood van Marcus Aurelius (180) toen diens zoon Commodus een voor de Romeinen zeer onvoordelige vrede sloot.

## Vierde eeuw
De komende eeuwen bleven de Quaden een voortdurende bron van ergernis voor de Romeinen en trokken met regelmaat de grenzen over. In de vierde eeuw braken er met enige regelmaat gevechten uit tussen Romeinse legers en een verbond van Quaden, Sarmaten en Goten. In 375 wist keizer Valentinianus I hen echter definitief te verslaan. Een deel van hen besloot zich bij de Vandalen aan te sluiten. Gezamenlijk trokken ze door Gallia en het Iberisch Schiereiland waar ze kortstondig een rijk hadden in Galicië. Een ander deel van de Quaden sloot zich later aan bij de Longobarden.
Als politieke, militaire en culturele eenheid verdwenen de Quaden aan het eind van de vierde eeuw uit de geschiedenis.
Alemannen · Ambivarieten · Ambronen · Ampsivaren · Angelen · Angrivariërs · Asdingen · Baemi · Bajuwaren · Bastarnen · Bataven · Bourgondiërs · Bructeren · Cananefaten · Chamaven · Chasuarii · Chatten · Chattuarii · Chauken · Cherusken · Cimbren · Cugerni · Dulgubnii · Fosi · Franken · Frisii · Gepiden · Goten · Harii · Helisiërs · Hermunduren · Herulen · Juten · Lakringen · Lemoviërs · Longobarden · Lugiërs · Manimiërs · Marcomannen · Marobudui · Marsi · Mattiakken · Naharvalen · Nemeten · Nerviërs · Ostrogoten · Quaden · Rugiërs · Saksen · Semnonen · Silingen · Sitones · Skiren · Sueben · Sugambren · Suiones · Tencteren · Teutonen · Toxandriërs · Triboken · Tubanten · Tudri · Tungri · Ubiërs · Usipeten · Vandalen · Vangionen · Visigoten · Volcae · Warnen
Germani cisrhenani:
Caerosi · Condrusi · Eburonen · Paemani · Segni
Stamverenigingen:
Herminones · Ingvaeones · Istvaeones